# 3339 Tresnyikov
A 3339 Tresnyikov (ideiglenes jelöléssel 1978 LB) a Naprendszer kisbolygóövében található aszteroida. Antonín Mrkos fedezte fel 1978. június 6-án.